# Roots Radics
Roots Radics es una banda de reggae y dancehall que  se formó en 1978 por el bajista Errol "Flabba" Holt y el guitarrista Eric "Bingy Bunny" Lamont. A ellos se unieron muchos grandes músicos. Como una fuerza combinada,  Roots Radics se convirtió en una banda  muy respetada, que dominó el sonido en la primera mitad de la década de 1980. Apoyaron además artistas como Bunny Wailer, Gregory Isaacs e Israel Vibration  y han lanzado varios álbumes a su nombre también. Como acotación al margen, "Radics" suena muy parecido a "Radix", que es la palabra latina para 'root'.
A finales de 1979 la banda grabó un riddims de las primeras canciones de Barrington Levy para el productor Henry "Junjo" Lawes, acreditado en el momento como las Estrellas Canal Uno. Desde la perspectiva actual estos riddims ahora se consideran el nacimiento de la música dancehall de Jamaica. También fueron la banda de apoyo en varios álbumes de Eek-A-Mouse incluido Bubble Up Yu Hip (1980), Wa-Do-Dem (1981), Skidip (1982), The Mouse and the Man (1983) y  The Assassinator (1983). 

## Discografía
- Johnny Osbourne meets The Roots Radics - 1980-1981 Vintage (1980-81)
- King Tubby meets The Roots Radics - Dangerous Dub (1981, réédité en 2001)
- Gregory Isaacs - Night Nurse (1982)
- Bunny Wailer - Roots Radics Rockers Reggae (1983)
- Israel Vibration - Why You So Craven (1982), Pay The Piper (1998)
- Roots Radics - Forward Ever, Backward Never (1990)